# Pyrgus bolkariensis
Pyrgus bolkariensis is een vlinder uit de familie van de dikkopjes (Hesperiidae). De wetenschappelijke naam van de soort is voor het eerst gepubliceerd in 1995 door Willy De Prins en Dirk van der Poorten.
De voorvleugellengte van het mannetje varieert van 10 tot 12 millimeter en van het vrouwtje van 12 tot 13 millimeter.

## Verspreiding
De soort komt voor in Zuid-Turkije (Taurusgebergte). 

## Habitat
Deze vlinder vliegt van juli tot half september op spaarzaam begroeide rotshellingen op een hoogte tussen 2900 en 3150 meter.

## Etymologie
De naam bolkariensis verwijst naar het Bolkar-gebergte, een submassief van het Taurusgebergte.